# Gymnopternus pusillus
Gymnopternus pusillus är en tvåvingeart som beskrevs av Friedrich Hermann Loew 1864. Gymnopternus pusillus ingår i släktet Gymnopternus och familjen styltflugor. Inga underarter finns listade i Catalogue of Life.